# Argonautica

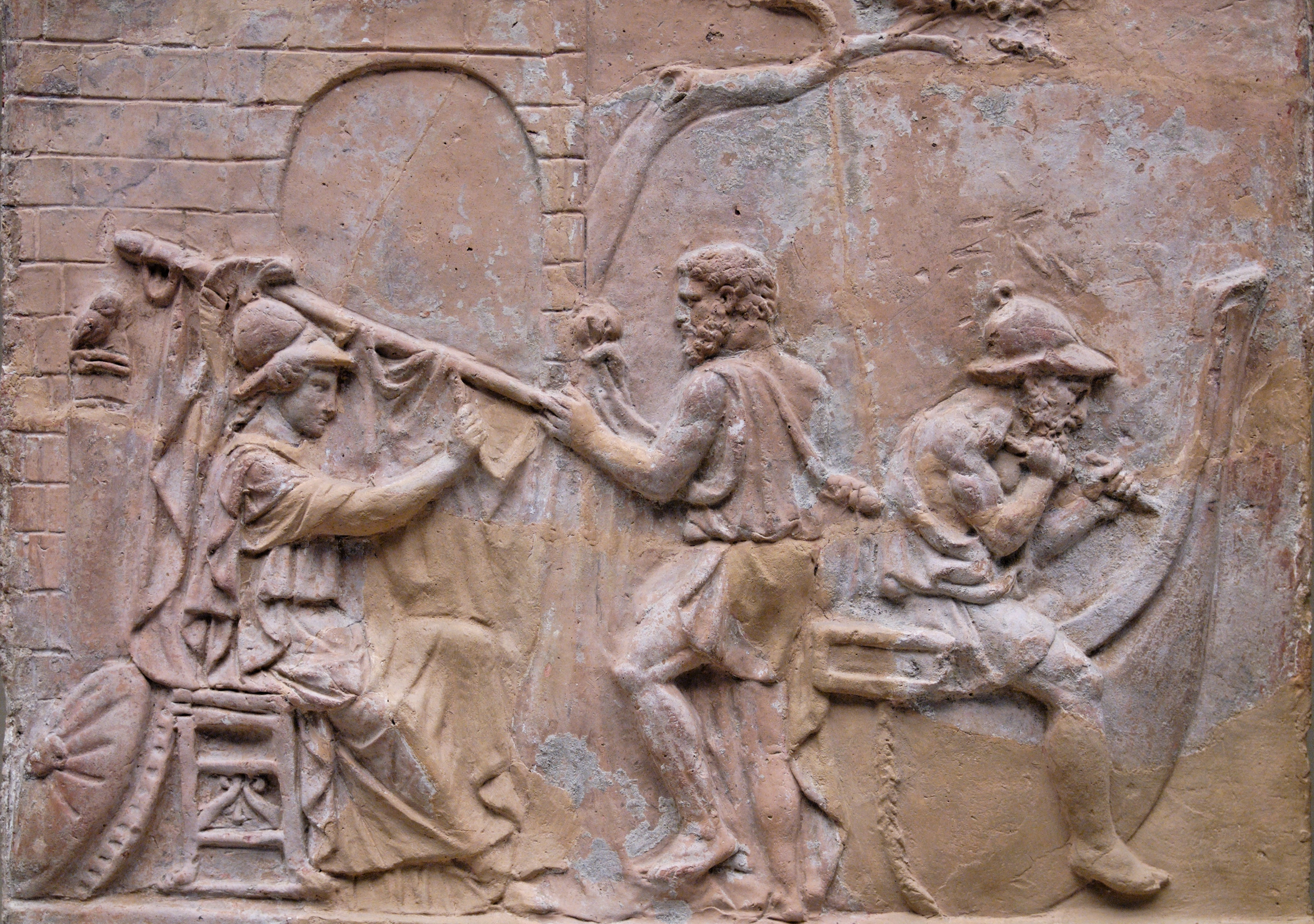
De bouw van de Argo.

De Argonautica is een hellenistisch epos, het enige overgeleverde uit die periode en het bekendste werk van de hand van de Alexandrijnse dichter Apollonius Rhodius. Hij schreef het tijdens zijn adolescentie in de 3e eeuw v.Chr. (rond 250 v. Chr.).
Het werk verhaalt de tocht van Jason, de held en het hoofdpersonage van het epos, en de Argonauten in hun zoektocht naar het Gulden Vlies. Een centraal thema (voornamelijk in het derde boek, hoewel bijvoorbeeld G. Zanker argumenteert dat dit eveneens het geval is voor de overige drie boeken) is de liefde tussen Jason en Medea. Zij is een Colchische prinses met magische krachten die hem helpt bij zijn avonturen.
De Argonautica had een grote invloed op latere werken, waaronder die van Valerius Flaccus, Catullus en anderen zoals Vergilius en Theocritus en het werd op zijn beurt beïnvloed door oudere varianten van het verhaal zoals de tragedie van Euripides. Stilistisch werd Apollonius beïnvloedt door zijn leermeester Callimachus en door onder andere Homerus.

## Inhoud
De Argonautica bestaat uit vier boeken die de avonturen van Jason en de Argonauten beschrijven terwijl die op zoek gaan naar het Gulden Vlies.
Boek 1
Pelias, koning van Iolkos krijgt van het orakel te horen dat hij moet opletten voor de man met slechts één sandaal. Dus, wanneer Pelias daarna Jason ziet, die slechts één sandaal draagt, stuurt hij Jason meteen op missie om het Gulden Vlies te bemachtigen dat eigendom is van de koning van Colchis. Pelias hoopt dat Jason op zee of door de inwoners van Colchis zal vermoord worden. Jason vertrekt dus met een schip: de ‘Argo’, gebouwd door Argus en krijgt hulp van zijn bemanning: de ‘Argonauten’. In het begin wordt Herakles gekozen als leider van de bemanning, maar die wil dat niet en staat erop dat Jason de leider wordt, wat dus ook gebeurt. Orfeus zorgt er met zijn muziek voor dat de bemanning kalm blijft.
De eerste opvallende plaats die de Argonauten tegenkomen is het eiland Lemnos. Lemnos is een eiland met enkel vrouwen als bevolking, nadat de vrouwen alle mannen hadden vermoord. Wanneer de bemanning dit eiland nadert, worden ze ontvangen door Hypsipyle, dochter van de voormalige koning van Lemnos. Hoewel Jason en Hypsipyle liefde vertonen voor elkaar, weigert Herakles te lang te wachten en zet hij de bemanning aan tot vertrek.
Een tijd later bereikt het schip twee volkeren: wrede mensen met elk zes handen en de rustigere Doliones. Die laatste bevolkingsgroep ontvangt de Argonauten vriendelijk. De bemanning doodt ’s nachts de wrede mannen met zes handen, maar bij hun terugkeer worden ze niet herkend door de Doliones. Hierdoor worden ze gezien als vijanden en ze vielen de hen aan. De koning van de Doliones wordt gedood en pas ’s ochtends beseffen de beide groepen hun fout.
Door een zware wind, kan de Argo niet uitvaren, dus ze zitten vast op het eiland, tot een zekere Mopsus via een vogel begrijpt dat Jason naar de heilige plaats van de moeder van de goden moet gaan om te zorgen dat de wind eindelijk gunstig wordt. Ze kunnen terugvaren en komen vervolgens aan bij de mondig van de Cius rivier, waar ze vriendelijk ontvangen worden door de inwoners. Herakles, Polyphemus en Hylas wijken af van de groep en de rest van de Argonauten vertrekt zonder hen. Maar Glaucus, een zeegod, verzekert hen dat dit volgens de wil van de goden is.
Boek 2
In het tweede boek komen de Argonauten aan bij de Bebrycianen. Volgens de wet van dat volk mag geen vreemdeling vandaar vertrekken zonder te boksen, dus Amycus, de koning, daagt de bemanning uit. Polydeuces gaat de uitdaging aan en verslaat de koning. Er breekt een gevecht uit tussen de Argonauten en de Bebrycianen en de Argonauten vertrekken.
Hierna komen ze terecht bij Phineas, een ziener die vervloekt is door Zeus met ouderdom, blindheid en een verbod op het genieten van het voedsel die mensen naar zijn orakel brengen als geschenken. Dat eten wordt weggenomen door harpijen op een klein beetje na, zodat Phineas niet zal sterven. Zetes en Calais, twee Argonauten, jagen de harpijen weg zodat de ziener eindelijk terug kan eten. Terwijl ze daarna allemaal samen eten, vertelt Phineas hoe de bemanning het eiland Colchis kan bereiken en waarschuwt hij hen voor eventuele gevaren, zoals de ‘Botsende Rotsen’. Die rotsen zijn een smalle doorgang aan de Zwarte Zee, waar de Argo door moet, maar er is een kans dat de rotsen naar elkaar toe bewegen en de eventuele schepen en levende wezens verpletteren. Maar met de hulp van de godin Athena slagen de Argonauten erin dit obstakel te overleven.
De Argonauten komen vervolgens aan bij de Miriandynianen, waar ze, en zeker Polydeuces, als helden worden ontvangen. De Miriandynianen hadden al lang een conflict met de Bebrycianen en zijn dus zeer gelukkig met hun nederlaag. Op dat grondgebied sterven twee Argonauten: Idmon (gedood door een monster) en Tiphys (gestorven aan een ziekte). En na rituelen en rouw, vertrekt de rest van de bemanning weer.
Ze varen langs Assyrisch land en zien daar drie mannen: Deileon, Autolycus, en Phlogius die oude kennissen zijn van Herakles. De drie mannen worden meegenomen op de Argo en ze varen verder. Na een tijd varen komen ze in de buurt van een eiland van Ares, waar vogels van de god rondvliegen om het eiland te beschermen. De vogels van de oorlogsgod hebben scherpe veren die ze kunnen ‘afschieten’ en die veel schade aanrichten. Ze vallen de Argonauten aan en de bemanning moet zich dus beschermen en hen trotseren om bij het eiland te komen, waar ze de aangespoelde zonen van Phrixus tegenkomen. Phrixus was de held die op een gouden ram naar Colchis is gevlogen. Het is van dat gouden ram dat het Gulden Vlies, waar Jason naar op zoek is, afkomstig is. Ze gaan samen met de zonen van Phrixus verder naar Colchis. En eindelijk bereiken ze hun bestemming.
Boek 3
De Argo ligt met zijn bemanning verborgen bij Colchis terwijl de godinnen Hera en Athena overleggen hoe ze Jason kunnen verder helpen op zijn missie. De godinnen beslissen de hulp in te roepen van Aphrodite en haar zoontje Eros. Het plan is dat Eros ervoor zorgt dat Medea, de dochter van de koning Aietes, verliefd wordt op de held Jason. Met de belofte van een gift van zijn moeder gaat Eros akkoord met het plan.
Jason besluit om eerst vriendelijk de koning te benaderen voor het Gulden Vlies in plaats van onmiddellijk geweld te gebruiken. Terwijl hij dat doet, schiet Eros zijn pijl af op Medea die op slag verliefd wordt. Aietes wil het Vlies helaas niet zomaar aan Jason geven en geeft hem een onmogelijke opdracht: Jason moet het veld van Ares ploegen met twee vuur-ademende ossen, de tanden van een dodelijke slang zaaien en de wezens die daaruit ontstaan verslaan. Jason aanvaardt de opdracht met tegenzin, en Medea huilt al om hem omdat ze vreest dat hij zal sterven en omdat ze zo verliefd is op hem en het niet begrijpt. Ze besluit hem te helpen. De prinses spreekt stiekem met hem af en geeft hem een soort medicijn en instructies hoe hij het moet gebruiken. Als hij doet zoals zij zegt, zullen de ossen en de wrede wezens uit de tanden hem niet kunnen doden of schaden. Jason belooft met haar te trouwen en haar beroemd te maken doorheen heel Griekenland als haar hulp hem redt.
Jason slaagt er dankzij Medea in de opdracht tot een goed einde te brengen. Maar Aietes probeert een plan te bedenken om Jason toch nog te verhinderen ondanks zijn overwinning.
Boek 4
Aangezien Aietes nu op de hoogte is van het verraad van Medea, is zij van plan weg te vluchten van Colchis. Ze gaat dus naar de Argo om daar aan de bemanning te vragen om haar op te vangen. In het holst van de nacht verlaten Jason en Medea het schip om het Gulden Vlies te halen. Dat Vlies hangt in een boom en wordt bewaakt door een slang. De prinses betovert de slang terwijl Jason het Gulden Vlies uit de boom haalt, waarna ze samen terugkeerden naar de Argo.
De Argonauten (en Medea) vertrekken uit Colchis richting Iolkos, maar ze worden achtervolgd door twee vloten uit Colchis. Eén van de vloten zet de Argo klem en beide partijen komen tot een akkoord. Aangezien Jason de opdracht heeft volbracht, heeft hij recht op het Gulden Vlies en mag hij het houden. Maar een of andere koning zal moeten beslissen of Medea bij de Argonauten mag blijven of terug moet keren naar haar vader. Medea is absoluut niet blij met dit idee en is kwaad op Jason. Ze leidt de leider van de vloot van Colchis, Apsyrtiaan (haar broer), in de val en hij wordt gedood door Jason, waarna de rest van de vloot snel verslagen is. Zeus is niet blij met de wrede moord op Apsyrtiaan en eist dat de schuld van de moord door Circe wordt gereinigd, wat dan ook gebeurd na een lange tocht richting de heks.
Wanneer de bemanning terug aanzet roept Hera de nimf Thetis op om de Argonauten te helpen, want zij naderen de sirenes, Scylla en Charybdis en de Dwalende Rotsen. Dankzij de nimf raken de Argonauten veilig voorbij deze obstakels.
Ze naderen het land Deprano, maar komen daar de tweede vloot van Colchis tegen die Medea mee willen nemen naar haar vader. De koning van Deprano is van plan Medea aan Colchis te geven als zij niet getrouwd is met Jason, wat door de koningin gemeld wordt aan Jason en Medea. De twee huwen dus in het geheim. De mannen uit Colchis kunnen hun prinses niet meer terugbrengen en settelen in de buurt van Deprano.
De Argo vaart verder, maar komt vast te zitten op een zandbank in de buurt van Lydië. De bemanning denkt dat ze gaan sterven, maar drie nimfen komen hen helpen. Ze leggen uit wat de Argonauten moeten doen om te overleven: ze moeten de Argo door de woestijn dragen, tot ze bij het meer Triton aankomen, vlak bij de tuin van de Hesperiden. Blijkbaar was Herakles daar de dag voor hen en hebben ze hem net gemist. Er sterven uiteindelijk nog twee Argonauten, tot Triton besluit hen te helpen en hij geeft hen een kluit aarde. Met de uileg van Triton zetten de Argonauten weer aan. Ze komen terecht op het eiland Anaphe, waar de kluit aarde van Triton in de zee moet worden gegooid opdat ze later tevoorschijn zal komen en van nut zal zijn voor de nazaten van de Argonauten. Uiteindelijk bereiken ze Aegina en daar eindigt het verhaal.

## Kenmerken

### Achtergrond
Hoewel er weinig bronnen voorhanden zijn over het leven van Apollonius Rhodius, zijn er wel enkele feiten bekend: Apollonius was een geleerde in de bibliotheek (van het Mouseion) in het Ptolemaeïsche Alexandrië. Hij leefde in de 3e eeuw v.C. en schreef zijn Argonautica waarschijnlijk tussen 270 v.C. en 245 v.C. In een aantal bronnen staat beschreven dat hij vanuit Alexandrië naar Rhodos werd verbannen, mogelijks na een dispuut met zijn leermeester Callimachus (hoewel de bronnen hierover niet volledig betrouwbaar zijn).
Naast de Argonautica, was Apollonius de auteur van verschillende andere hexametrische gedichten over het ontstaan van steden en van een aantal verhandelingen over auteurs als Homerus en Hesiodus.

### Stijl
In het werk stelt de dichter zich op als poeta doctus (een geleerde dichter die zijn kennis tentoonspreidt). De ene keer legt hij de oorsprong van een gewoonte uit, de andere keer verklaart hij de naam van de stad, weer een andere keer vertelt hij iets over de geografische verschijnselen en hun ontstaan. Deze verklaringen worden aetiologieën genoemd (uit het Grieks: αἰτία of oorzaak). Een goed voorbeeld van zo’n verklaring is de wedstrijd die de Argonauten tegen elkaar houden op het laatste eiland Aegina. Ze proberen hier namelijk om ter snelst water te halen, en dat is de oorsprong van een festival dat in de tijd van Apollonius nog steeds gevierd werd.
De dichter schreef tijdens de Hellenistische periode waarin men wilde afstappen van de rechtlijnigheid en regelmatigheid van de voorgaande klassieke periode. Op literair vlak ontstond er een grotere variëteit aan onderwerpen, meer subtiliteit en meer intertekstuele verwijzingen. De Argonautica bevat eveneens zo’n elementen: etiologische, geografische, etnografische en mythologische uitweidingen en verwijzingen naar de eeuwenoude literaire traditie.

Apollonius heeft volgens E. Phinney bovendien een uitzonderlijk visuele stijl, met grote aandacht voor kleur, licht en landschap. Hij haalde hiervoor een passage aan uit het eerste boek van de Argonautica, waarin het vertrek van de Argo wordt beschreven met aandacht voor de donkere zee, het schuim in het kielzog van het schip en het weerkaatsen van de zon in de wapenuitrusting van de Argonauten:
Ἀφρῷ δ᾿ ἔνθα καὶ ἔνθα κελαινὴ κήκιεν ἅλμη
δεινὸν μορμύρουσα ἐρισθενέων μένει ἀνδρῶν.
στράπτε δ᾿ ὑπ᾿ ἠελίῳ φλογὶ εἴκελα νηὸς ἰούσης
τεύχεα· μακραὶ δ᾿ αἰὲν ἐλευκαίνοντο κέλευθοι,
ἀτραπὸς ὣς χλοεροῖο διειδομένη πεδίοιο.
(1.542-48)
"On this side and that the dark sea water bubbled with foam as it
seethed furiously from the strength of the mighty men.
Their armor flashed in the sunlight like a flame as the ship proceeded,
and their long wake remained ever white, like a path seen across

a green plain."

### Intertekstualiteit

#### Invloed van Callimachus
Op vlak van de bovenvermelde etiologie werd Apollonius beïnvloed door zijn wat oudere tijdgenoot Callimachus (ca. 310-240) die het dichtwerk Aetia (Oorzaken) schreef. Daarvan zijn slechts fragmenten overgeleverd. In de Aetia behandelt Callimachus zijn overtuigingen over wat poëzie is en geeft hij etiologische verklaringen aan de hand van mythen. Het is een essentieel werk, volgens Nelis, om de homerische receptie en de epische traditie in de Alexandrijnse poëzie te begrijpen.
Zoals eerder beschreven, zou Callimachus de leermeester geweest zijn van Apollonius in Alexandrië en bijgevolg heeft hij ook op vlak van stijl een diepgaande invloed gehad op zijn leerling. Callimachus had namelijk een voorliefde voor korte en verfijnde poëzie in tegenstelling tot lange epen. De Argonautica is dan een poging van Apollonius om die korte, verfijnde stijl toch over te brengen naar het genre van epos, hoewel dit eigenlijk niet past voor dit genre. Hij doet dit door het langere verhaal op te delen in zeer veel kleine aparte scènes of episodes, waarin hij zoals eerder gezegd is, vaak gebruiken verklaart. M.M. DeForest spreekt in dit verband van het verraad van het epos of van een Callimachisch epos, hoewel dit natuurlijk een subjectieve karakterisering is.
Bulloch onderstreept de Callimachische invloed door een woordgroep uit het eerste boek (Πελλήνης ἀφίκανον Ἀχαίδος, Ap. Rhod. 1.177) te bespreken die nagenoeg volledig overeenkomt met een woordgroep uit de fragmenten van Callimachus (Πελλήνης ἐφίκανεν Ἀχαίδα, Callim. 260.27).

#### Homerische invloed
Een andere opmerkelijke vaststelling in de Argonautica zijn de verschillende allusies op Homerus, een typisch kenmerk van de Alexandrijnse poëzie. Apollonius Rhodius was namelijk zeer goed bekend met Homerus, en zijn doelpubliek in Alexandrië was dat ook.
Deze allusies bevinden zich enerzijds op het niveau van de woorden die Apollonius kiest: zo gebruikt hij Homerische woorden in nieuwe contexten om zo een extra betekenislaag te creëren. R.W. Garson spreekt in zijn artikel van drie soorten homerische invloeden: op vlak van woordgebruik, de inhoud en de vergelijkingen. Volgens hem heeft het weinig zin om de ontelbare gevallen op te sommen waarin Apollonius trouw blijft aan de homerische taal, aangezien het zodanig vaak gebeurt. Daarentegen zijn er ook afwijkingen van Homerus volgens Garson (zoals het gebruik van δοάσσατο dat door Apollonius in de betekenis van ‘twijfelen’ wordt gebruikt in plaats van ‘lijken’ zoals homerisch gebruikelijk is, semantisch verwant aan het homerische δοιή). Hij haalt aan dat Apollonius soms de betekenis van de woorden verbreedt of juist verengt of ze net in een bijwoordelijk betekenis gebruikt.
Anderzijds bevinden de allusies zich ook op het niveau van de inhoud van het werk. Zoals Garson argumenteert, zijn er parallellen met de homerische epen: het verhaal van een held die een lange zwerftocht doormaakt op zee, avonturen beleeft, tegenover monsters komt te staan en ontvangen wordt door koningen, doet volgens hem onvermijdelijk denken aan de Odyssee. De meer krijgshaftige passages roepen dan weer de Ilias op. Zo is de beschrijving van de mantel van Jason een duidelijke allusie op de beschrijving van het schild van Achilles in de Ilias. Ongeveer twee derde van de vergelijkingen in de Argonautic zou volgens Wilkins schatplichtig zijn aan Homerus en één derde helemaal niets met hem te maken hebben.
De homerische invloed is verder te zien in de vaste formules bij het aankondigen van een directe rede. En hoewel het klopt dat Apollonius inspiratie putte uit de homerische epen, wijkt hij er toch vaak van af.

#### Andere invloeden
Naast de homerische epen, zijn er verder nog andere invloeden en intertekstuele relaties te vinden in de Argonautica. Volgens V. Knight heeft de aandacht voor homerische verwijzingen ervoor gezorgd dat er minder focus was op invloeden van andere vormen van literatuur, waaronder de tragedie en dan voornamelijk de Medea van Euripides. In de passages van de Argonautica waar het verleden van Jason en Medea ter sprake komt, waar ook Euripides - enkele eeuwen eerder - naar verwees, neemt Apollonius vaak de verwoordingen van de tragicus over.
Verder heeft de vierde Pythische Ode van Pindarus, de eerste volledig overgeleverde versie van de mythe van Jason en de Argonauten, invloed gehad op de taal en inhoud van de Argonautica.

#### Thema van de liefde
Een centraal thema in het derde boek, en volgens Zanker, in het hele epos, is ‘de liefde’. Zowel in het derde als in het laatste boek, roept de dichter Erato aan (de muze van liefdespoëzie).
In zijn artikel argumenteert Zanker dat Apollonius Rhodius de eerste is die ‘het liefdes thema op [een specifieke] manier introduceert in epische poëzie’, waardoor hij een nieuwe soort bijpassende held creëert (namelijk Jason). Volgens hem wordt het thema al eerder geïntroduceerd (in de boeken vóór de komst van Medea) en gaat het alle hoofdpersonages aan (bijvoorbeeld in de passage waar Jasons al eerder besproken mantel wordt beschreven wanneer hij de vrouwen ontmoet op het eiland Lemnia of de scène op het eiland Mysia van Herakles en Hylas). Zanker meent dat het dankzij de liefde is dat de helden succes kunnen bereiken (of juist falen) eerder dan dankzij hun heldhaftigheid.

## Karakterisering
De karakterisering van Jason in de Argonautica is een zeer fel bediscussieerd thema. Hij is namelijk de held van het epos, en het is dus opvallend dat hij zeer weinig heldendaden verricht. Hij moet voortdurend steunen op de hulp van Medea en de andere Argonauten. Dit gebrek aan heldhaftigheid van de held is al op zeer veel manieren verklaard. G. Zanker beargumenteert bijvoorbeeld dat Jason voor een nieuw eigentijds soort held staat, namelijk de held die de liefde begrijpt en respecteert. Volgens T.M. Klein wordt Jason niet als held gezien, maar eerder als een ‘primus inter pares’ (de beste onder gelijken). Hij is geen heldhaftig en sterk personage. R.L. Hunter verklaart deze tegenstelling tussen de benaming van held en het gebrek aan heldendaden op zijn beurt door erop te wijzen dat deze niet zo heroïsche held eerder een product was van Apollonius’ voorliefde voor experimenteren dan een doel op zich. R. L. Hunter meent ook dat Jason een soort 'antiheld' is die meer via overleg dan kracht handelt. S. Jackson probeert dit gebrek aan zogenaamde heldendaden te verklaren door de periode waarin het verhaal werd geschreven: Jason is namelijk geen homerische held, maar een hellenistische die dus andere waarden en normen heeft dan het klassieke beeld van een held zoals in de homerische epen. Jason is geen bovennatuurlijk personage zoals bv. Achilles, maar hij is een gewone mens met sterke en zwakke plekken en morele dilemma’s. Hierdoor, zegt Jackson lijkt Jason saai en zwak, zeker in vergelijking met Medea. Het is dus duidelijk een onderwerp waarover geen consensus bestaat.
Een ander problematisch personage is Medea. Medea komt in zang drie voor het eerst aan bod, wanneer ze Jason ontmoet die aangekomen is op het eiland Colchis. Zij is de prinses van dat eiland. Apollonius beeldt haar aan de ene kant af, vooral in boek 3, als verliefde en onschuldige jonge prinses, waarbij hij veel aandacht besteedt aan de psychologische en de fysieke gevolgen van die liefde. Aan de andere kant beeldt hij haar ook af, vooral in boek 4, als een wrede en kwaadaardige heks. Hierdoor lijkt haar personage dus op het eerste zicht inconsistent en tegenstrijdig te zijn. Maar dit is eigenlijk niet het geval. Medea is namelijk altijd een heks, die in de passages waar ze als onschuldig jong meisje naar voor komt gewoon in de macht is van Eros, en dus niet kan doen wat ze zelf wil. Ze zit immers vast in het plan van de goden, meer bepaald van Hera, die haar eerst nodig heeft als verliefd meisje om Jason te helpen, en daarna als heks om Pelias te straffen. De schijnbare inconsistentie van het personage kan dus verklaard worden doordat de goden de mensen tegen hun wil tot bepaalde daden en zelfs gedachten kunnen dwingen. 
Naast Jason en Medea zijn er ook nog heel wat andere personages, waarvan sommigen bekend zijn uit andere mythen en anderen volledig nieuw zijn in de Argonautica.
Een bekend figuur die een rol heeft in de Argonautica is Herakles. Hij is bekend als de zoon van de god Zeus en de mens Alkmene. Vooral door de mythe van zijn twaalf werken is hij bij de meesten gekend. Hier is hij echter aanwezig als een van de Argonauten van Jason en is hij dus niet de belangrijkste persoon in het verhaal. Wanneer Jason zijn Argonauten bij elkaar heeft gebracht laat hij hen een leider kiezen: Herakles. Maar die stond erop dat Jason de leiding zou nemen, wat dan ook gebeurde. T. Kouromenos zegt dat er gelijkenissen zijn tussen Jason en Herakles: Jason moet reuzen en een slang verslaan om bij het Gulden Vlies te raken terwijl Herakles de reuzen van Hera die naar de Argonauten zijn gezonden moet verslaan en de gouden appels van bij de Hesperiden halen. De appels worden verdedigd door een draak. Volgens Kouromenos worden voor Herakles niet-homerische vergelijkingen gebruikt en voor Jason een combinatie van niet-homerische en homerische. Homerische vergelijkingen zijn groots en veelzijdig terwijl niet-homerische vergelijkingen niet zo bijzonder zijn.
Een ander gekend personage in de Argonautica is Orfeus, die gekend is als mythische zanger uit de mythe Orfeus en Eurydice. Hij was lid van de bemanning van de Argonautica en volgens A. Karanika wordt hij als eerste genoemd van de Argonauten. Ze zegt ook dat hij de κελευστής (keleustes) van de bemanning was. Dat is de persoon die het ritme aangeeft waarop geroeid moet worden door de rest van de mannen aan boord. Orfeus deed dit door te zingen. Daarnaast meent Karanika ook dat Orfeus’ gezang niet alleen voor het roeien werd gebruikt in het verhaal, maar ook voor allerhande religieuze riten. Hoewel Karanika het duidelijk vindt dat de Orfeus in de Argonautica van Apollonius de mythische dichter en muzikant is, is er ook een andere mening dat de Orfeus in dit verhaal niet dezelfde is als die uit de mythologie. Dit wordt gedacht omdat het nut van een muzikant op een expeditie naar het Gulden Vlies niet echt duidelijk is.
Herakles en Orfeus zijn de bekendste nevenpersonages, maar er zijn er nog veel meer, ook minder gekende personages zoals Aietes, de koning van Colchis en de vader van Medea. Hij is de eigenaar van het Vlies en weigert het zomaar mee te geven. Hij geeft Jason een aantal taken vooraleer die het vlies zou krijgen.
Dan is er ook nog Pelias, de koning van Iolkos. Hij kreeg een waarschuwing van het orakel voor de man met slechts één sandaal en zag toen Jason die slechts één sandaal droeg. Uit angst stuurde hij hem op een onmogelijke missie om het Gulden vlies te bemachtigen.

## Invloed van de Argonautica
In de 1e eeuw v.Chr. werd de Argonautica naar het Latijn vertaald door de Romeinse dichter Varro Atacinus. Deze vertaling had waarschijnlijk een grote invloed op Gaius Valerius Catullus toen hij zijn carmen 64 schreef. Ook had de Argonautica een grote invloed op Vergilius’ Aeneis, meer bepaald op de beschrijving van de liefde tussen Dido en Aeneas. Op basis van die Aeneis en de Argonautica van Apollonius Rhodius schreef de Romeinse dichter Gaius Valerius Flaccus ruim een eeuw later dan weer zijn eigen Argonautica.
De eerste gedrukte uitgave van de Griekse tekst werd bezorgd door Janus Lascaris en verscheen in 1496 in Florence.
Ook in de moderne maatschappij heeft de Argonautica nog invloed. Zo bestaat bijvoorbeeld de film Jason and the Argonauts uit 1963, geregisseerd door Don Chaffey of de mini-tv-serie Jason and the Argonauts uit 2000, geregisseerd door Nick Willing.
Daarnaast wordt het verhaal ook nog steeds opnieuw vertaald en verteld zoals bijvoorbeeld door Aaron Poochigian in zijn boek Jason and the Argonauts uit 2015 en John Gardner in Jason and Medeia in 1973.

## Nederlandse vertaling
- Apollonius van Rhodos. De tocht van de Argonauten, metrisch vertaald uit het Grieks door Wolther Kassies, 1996, ISBN 9789025301699

### Primair
- Race, W. H. (ed.) (2008). Argonautica. Apollonius Rhodius. LCL. Cambridge, MA: Harvard University Press.

### Secundair
- Barkhuizen, J. H. (1979). The psychological characterization of Medea in Apollonius of Rhodes, Argonautica 3,744-824. AClass, 12, 33-48.

- Bracke, E. (2009). Of Metis and Magic : the Conceptual Transformations of Circe and Medea in Ancient Greek Poetry. (Doctoral dissertation, National University of Ireland Maynooth).

- Bulloch, A. (2006). Jason's cloak. Hermes, 134.1, 46-68.

- Cancik, H. et al. (2016). Der Neue Pauly : Enzyklopädie Der Antike : Byzanz : Historisch-kulturwissenschaftliches Handbuch. Leiden.
- Clare, R. J. (1996). Catullus 64 and the ‘Argonautica’ of Apollonius Rhodius: Allusion and Exemplarity. Proceedings of the Cambridge Philological Society, 42, 60–88.

- DeForest, M. M. (1994). Apollonius' Argonautica: a Callimachean Epic. Leiden: Brill.
- Fantuzzi, M. (2001). “Homeric” formularity in the Argonautica of Apollonius of Rhodes. In Papanghelis, T. & Rengakos, A., (eds.) Brill's companion to Apollonius Rhodius (pp.171-191). Leiden: Brill.
- Fränkel, H. (1952). Apollonius Rhodius as a narrator in Argonautica 2.1-140. Transactions and Proceedings of the American Philological Association, 83, 144–155.

- Glei, R. F. (2008). Outlines of Apollonian scholarship 1955-1999. In T. D. Papanghelis & A. Rengakos (edd.), Brill's Companion to Apollonius Rhodius. Leiden/Boston: Brill, 1-28.

- Kahane, A. (1994). Callimachus, Apollonius, and the poetics of mud. TAPhA, 124, 121-133.
- Hunter, R. L. (1987). Medea's flight: the fourth book of the Argonautica. CQ, 37.1, 129-139.

- Hunter, R. L. (1988). "Short on Heroics": Jason in the Argonautica. CQ, 38.2, 436-453.

- Hershkowitz, D. (1998). Valerius Flaccus’ Argonautica. Abbreviated voyages in silver Latin Epic. Oxford: Clarendon Press.

- Klein, T. M. (1983). Apollonius’ Jason: hero and scoundrel. QUCC, 13.1, 115-126.
- Knight, V. (1991). Apollonius, Argonautica 4.167-70 and Euripides’ Medea. The Classical Quarterly, 41(1), 248–250.
- Lefkowitz, M. R. (1980). The quarrel between Callimachus and Apollonius. Zeitschrift für Papyrologie und Epigraphik, 40, 1–19.
- Nelis, D. P. (2005). Apollonius of Rhodes. In J. M. Foley, A Companion to Ancient Epic. Williston: John Wiley & Sons, 353-363.
- Stephens, S. (2008). Ptolemaic epic. In T. D. Papanghelis & A. Rengakos (edd.), Brill's companion to Apollonius Rhodius. Leiden/Boston: Brill, 95-114.
- Phinney, E. Jr. (1967). Hellenistic painting and the poetic style of Apollonius. The Classical Journal, 62(4), 145–149.
- Zanker, G. (1979). The love theme in Apollonius Rhodius’ Argonautica. Wiener Studien, 92, 52–75.